# Narcissus tortifolius
El narcissus tortifolius o varica de San José es un tipo de narciso endémico de la Provincia de Almería y el Campo de Cartagena en la Región de Murcia. 

## Descripción
Se trata de una planta muy bien adaptada a las condiciones de aridez del sureste de España. Habita en espartizales y tomillares. 
Brota del bulbo en el mes de diciembre y florece entre febrero y marzo.
En Cartagena puede ser encontrado en las poblaciones de La Azohía e isla Plana dentro del parque natural de la Sierra de la Muela, Cabo Tiñoso y Roldán, así como en el espacio de Cabezos del Pericón y Sierra de los Victorias, protegido como Lugar de Importancia Comunitaria.

## Taxonomía
Fue descrito por primera vez en Sorbas en 1977. Posteriormente se encontraron nuevas poblaciones de esta especie en otras zonas de Almería - como en Turre - y en el año 2000 se descubrieron algunas más en Cartagena, Fuente Álamo y Mazarrón.
Narcissus tortifolius fue descrita por  Francisco Javier Fernández Casas y publicado en Saussurea 8: 43. 1977
Citología
Número de cromosomas de Narcissus tazetta (Fam. Amaryllidaceae) y taxones infraespecíficos: n=5 2n=10. 2n=20,21,30,31. 2n=22.
Etimología
Narcissus nombre genérico que hace referencia  del joven narcisista de la mitología griega Νάρκισσος (Narkissos) hijo del dios río Cephissus y de la ninfa Leiriope; que se distinguía por su belleza. 
El nombre deriva de la palabra griega: ναρκὰο, narkào (= narcótico) y se refiere al olor penetrante y embriagante de las flores de algunas especies (algunos sostienen que la palabra deriva de la palabra persa نرگس y que se pronuncia Nargis, que indica que esta planta es embriagadora). 
tortifolius: en latín significa "de hojas retorcidas", haciendo referencia a la torsión de sus hojas.

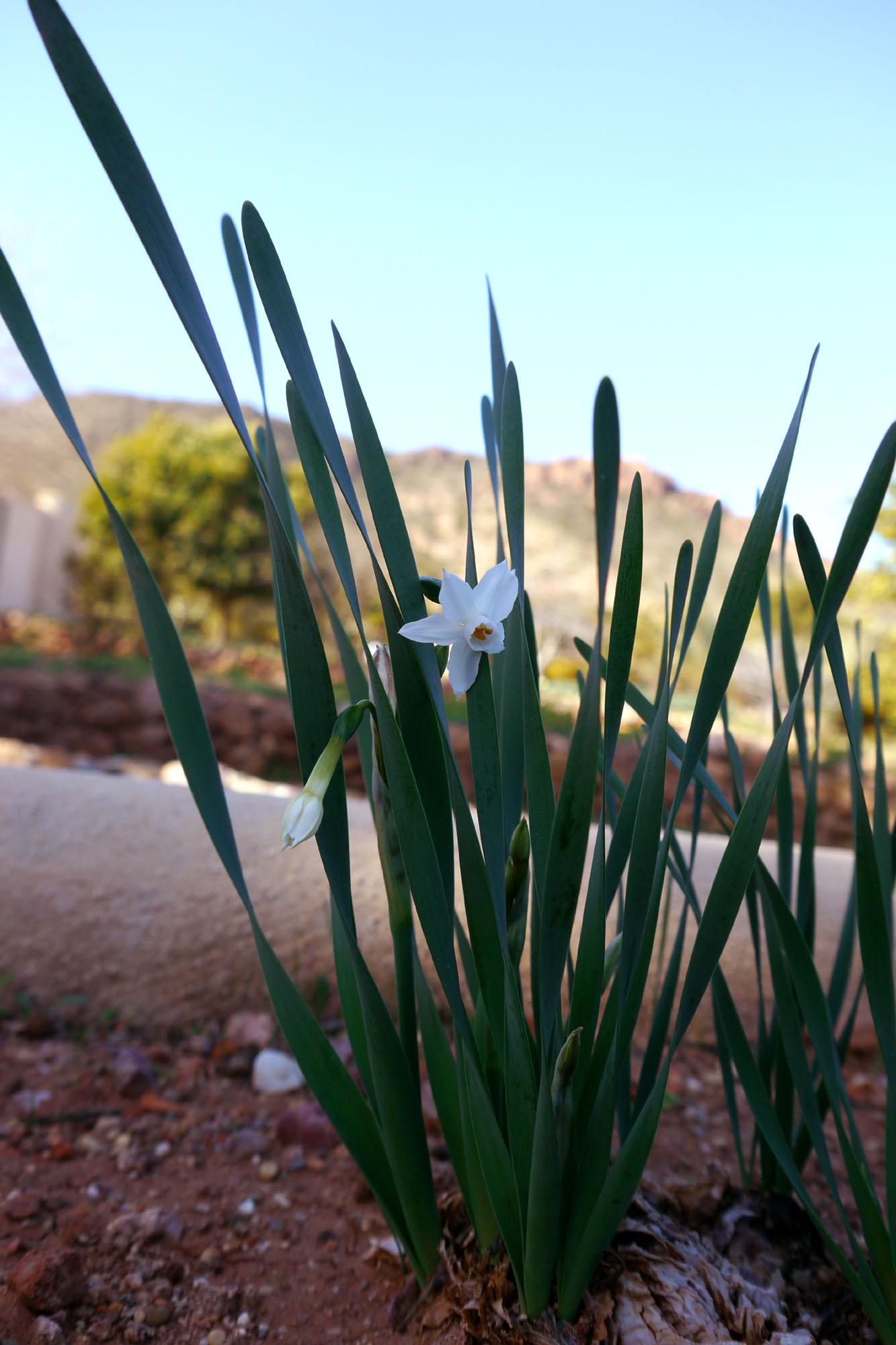
Narcissus tortifolius en el Jardín Botánico del Albardinar (Rodalquilar).
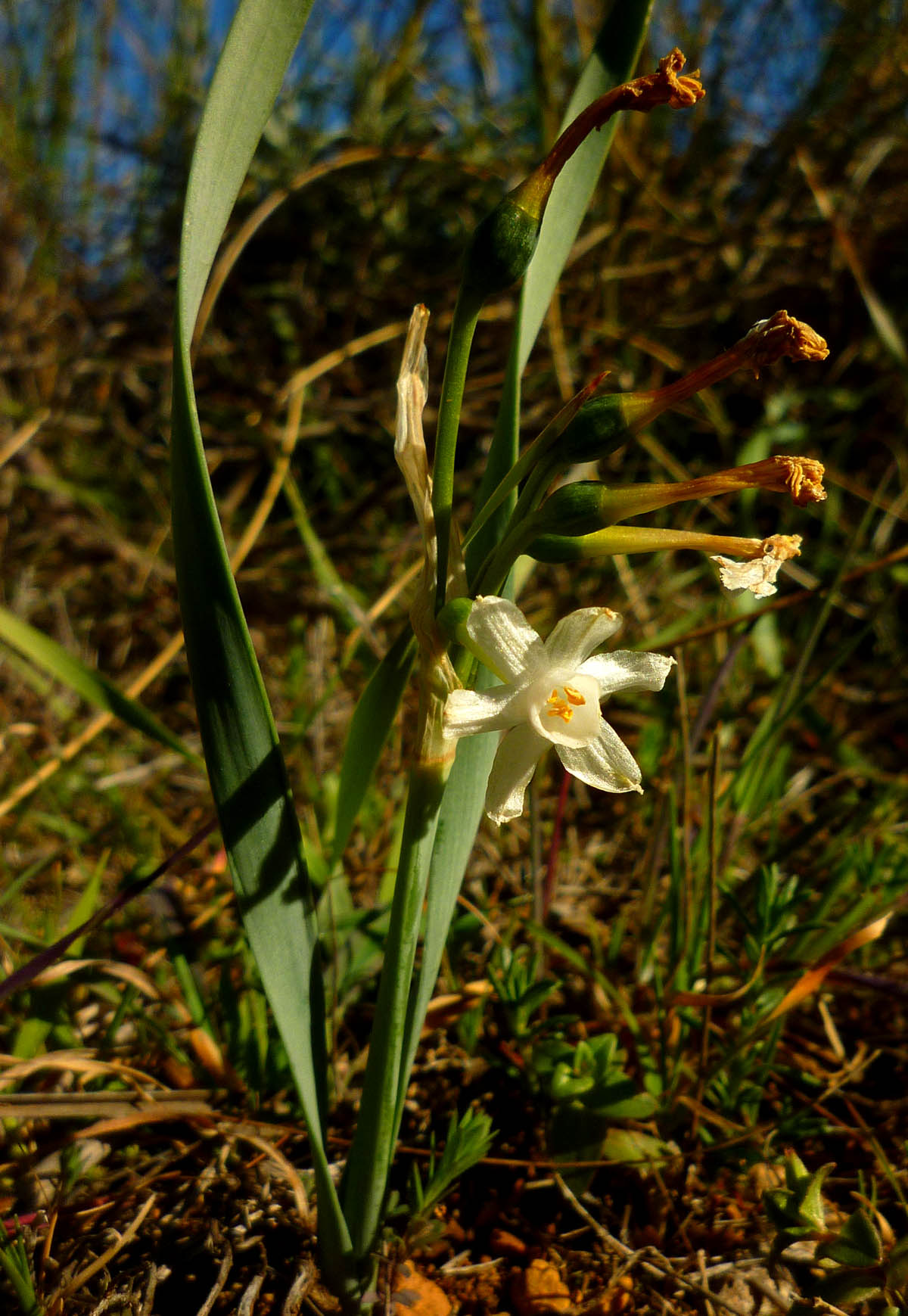
Narcissus tortifolius en Peñas Blancas Cartagena
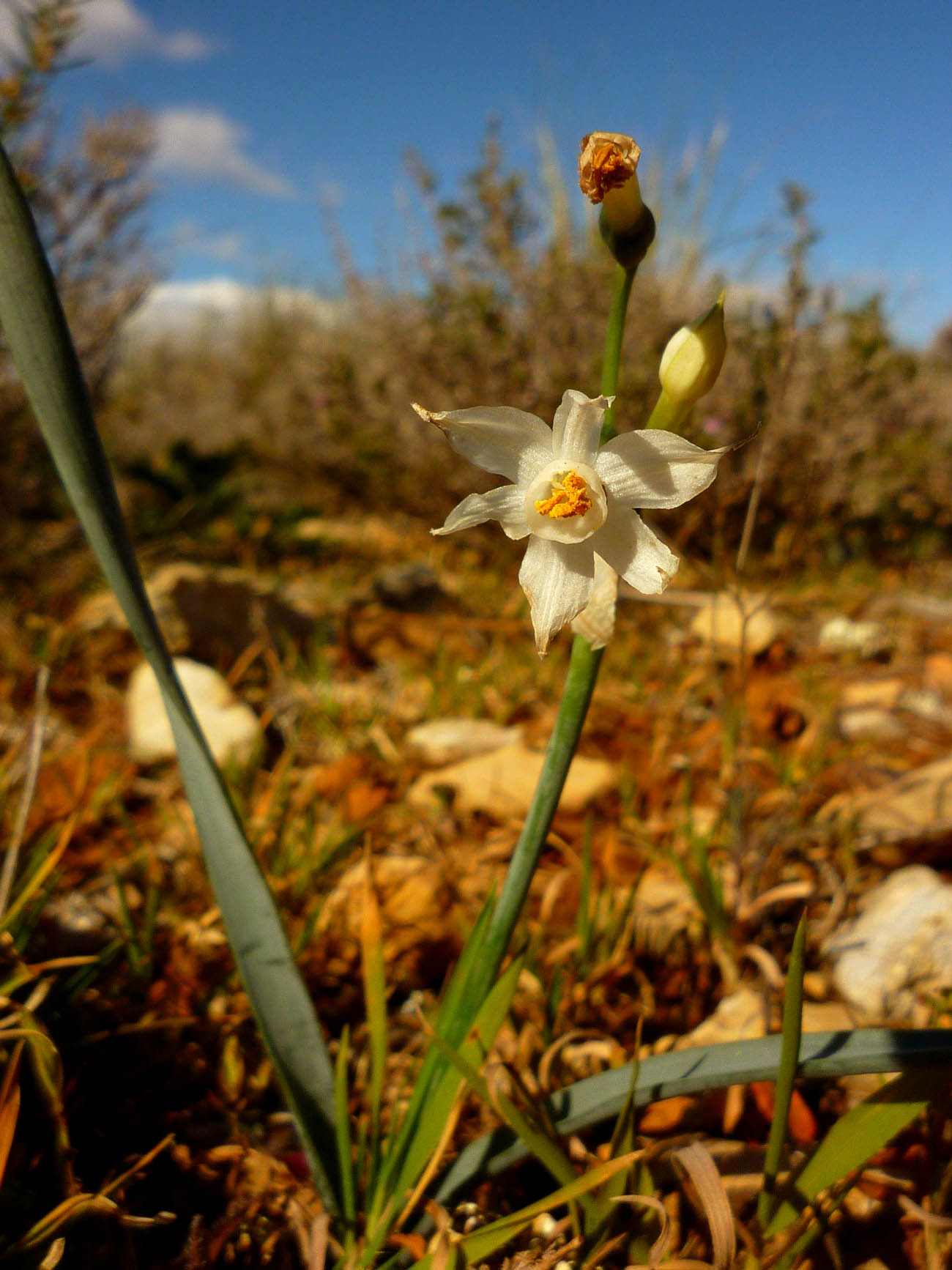
Narcissus tortifolius en Peñas Blancas